# Lauren Mary Kim

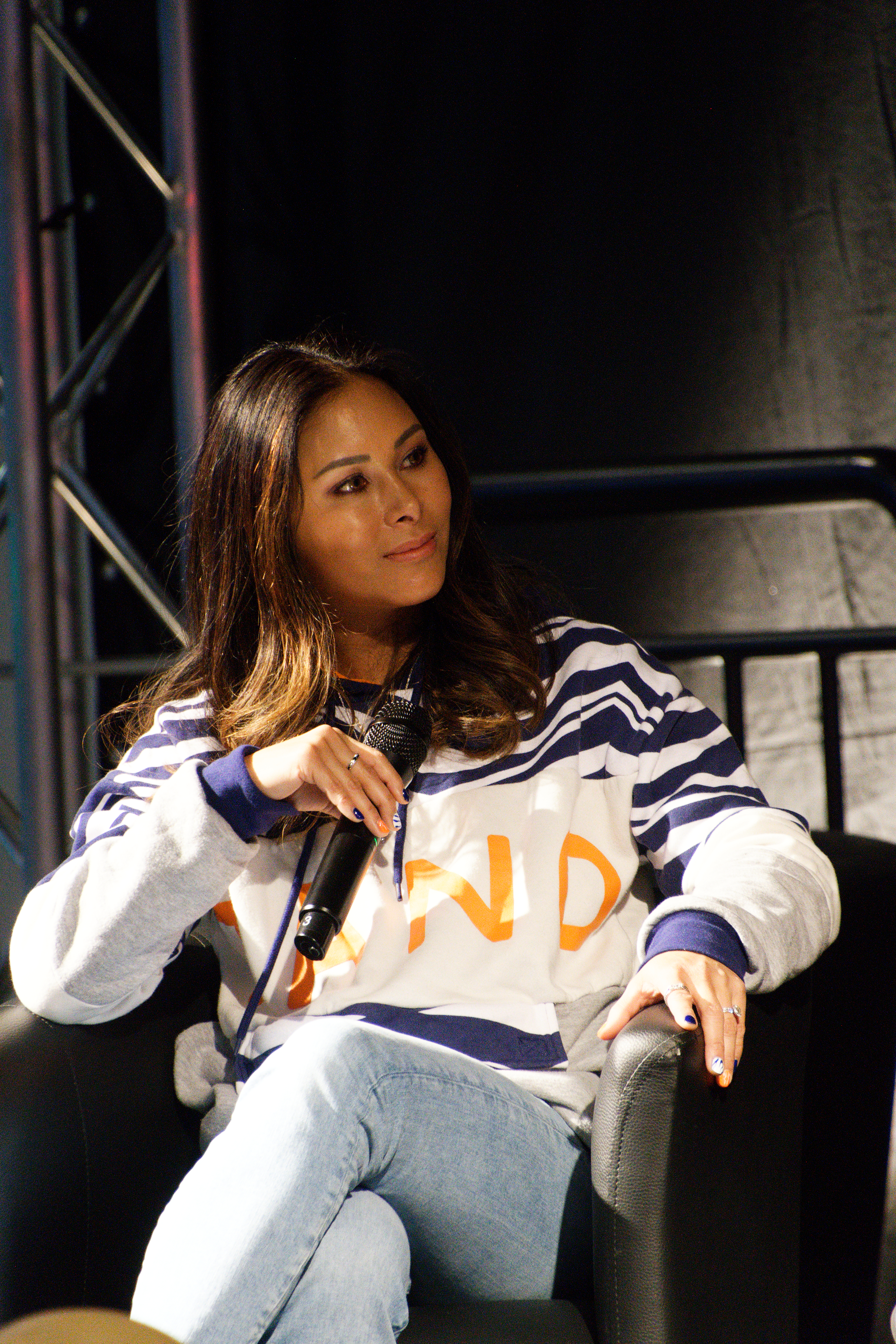
Lauren Mary Kim (2023)

Lauren Mary Kim (* 1. Februar 1981 in Stockton, Kalifornien) ist eine US-amerikanische Schauspielerin und Stuntfrau sowie Stunt Coordinatorin und Tänzerin.

## Leben
Kim wurde am 1. Februar 1981 im kalifornischen Stockton geboren, wo sie auch aufwuchs. Über ihre Eltern folgten schließlich Auftritte bei Tanzabenden, Mitwirkungen in Theaterstücken und Teilnahmen an Wettbewerben. Nach der Beendigung der High School zog sie nach Sacramento. Von 2002 bis 2006 studierte sie an der California State University, Northridge, an der sie ihren Bachelor of Science in Business Administration. Während dieser Zeit war sie bei mehreren Tanzkompanien tätig und trat bei den NBA Sacramento Kings als Royal Court Dancer auf. Im darauf folgenden Jahr tanzte sie für die Golden State Warriors. Nach ihrem Studium zog sie nach Los Angeles, wo sie als Tänzerin der Los Angeles Lakers auftrat. In Los Angeles begann sie schließlich verschiedene Kampfsportarten wie Taekwondo, Wushu oder Muay Thai auszuüben und machte eine Ausbildung zur Stuntfrau.
2004 war Kim durch eine Stuntrolle in einer Episode der Fernsehserie Neds ultimativer Schulwahnsinn erstmals als Fernsehstuntfrau tätig. Es folgten weitere Stunttätigkeiten in großen Filmproduktionen wie The Fast and the Furious: Tokyo Drift, Rush Hour 3, Black Dynamite, Star Trek und Die Legende von Aang.
Über Motion Capture wirkte sie als Spielfigur in den Computerspielen Earth Defense Force: Insect Armageddon aus dem Jahr 2011 und PlayStation All-Stars Battle Royale aus dem Jahr 2012 mit. Von 2014 bis 2018 war sie das Stuntdouble für Jadyn Wong in 33 Episoden der Fernsehserie Scorpion. 2018 wirkte sie im Musikvideo zum Lied Flames von David Guetta & Sia mit. 2020 stellte sie die Rolle der Ahsoka Tano in der Animationsserie Star Wars: The Clone Wars dar. Seit 2015 tritt sie regelmäßig in Produktionen für das Marvel Cinematic Universe in Erscheinung etwa in den Serien Marvel’s Daredevil, Marvel’s Luke Cage und Marvel’s The Defenders. Seit 2019 ist sie Stuntfrau in der Fernsehserie The Mandalorian. Von 2020 bis 2022 war sie als Stuntfrau in der Fernsehserie Stargirl tätig.
Als Schauspielerin begann Kim ab 2005 in verschiedenen Fernseh- und Filmproduktionen mitzuwirken. 2006 spielte sie im Kurzfilm The Time Box die weibliche Hauptrolle der Victoria Chen, der am 6. September 2006 auf dem LA Shorts International Film Festival (LA Shorts) uraufgeführt wurde. Zwei Jahre später mimte sie dieselbe Rolle in der Fortsetzung Victoria’s Turn. 2011 übernahm sie die weibliche Hauptrolle der Trixie Tacos im Fernsehfilm Meter Men. Der Film wurde unter anderen am 20. September 2011 auf dem New York TV Festival gezeigt. 2018 spielte sie in drei Episoden der Fernsehserie Marvel’s Iron Fist die Rolle der D. K.
Vom 9. Dezember bis 10. Dezember 2023 war sie Gast der Comic Con Germany 2023.

## Filmografie (Auswahl)

### Schauspiel
- 2005: Inverted (Kurzfilm)
- 2005: Chicks with Sticks: Kicking Xena’s Ass
- 2006: Asian Stories (Book 3)
- 2006: Numbers – Die Logik des Verbrechens (NUMB3RS, Fernsehserie, Episode 2x23)
- 2006: Monk (Fernsehserie, Episode 5x04)
- 2006: The Time Box (Kurzfilm)
- 2006: Happy Hour (Fernsehserie, Episode 1x01)
- 2006: Foxworthy’s Big Night Out (Fernsehserie, 10 Episoden)
- 2006: Backlash
- 2007: Reno 911! (Fernsehserie, Episode 4x08)
- 2007: The Sled (Kurzfilm)
- 2007: Chuck (Fernsehserie, Episode 1x07)
- 2007: ... Just a Job
- 2007; 2009: CSI: Miami (Fernsehserie, 2 Episoden)
- 2008: Killing Ariel
- 2008: CSI: NY (Fernsehserie, Episode 5x08)
- 2008: Victoria’s Turn (Kurzfilm)
- 2009: Black Dynamite
- 2009: Star Trek
- 2009: The Forgotten – Die Wahrheit stirbt nie (The Forgotten, Fernsehserie, Episode 1x09)
- 2009: 1000 Wege, ins Gras zu beißen (1000 Ways to Die, Fernsehdokuserie, Episode 2x03)
- 2009: Ballistica
- 2010: Bloodsport – Supreme Champion (Supreme Champion)
- 2010: It’s Always Sunny in Philadelphia (Fernsehserie, Episode 6x10)
- 2010: Taken by Force
- 2011: Meter Men (Fernsehfilm)
- 2011–2013: Karate-Chaoten (Fernsehserie, 4 Episoden, verschiedene Rollen)
- 2014: Giri (Kurzfilm)
- 2015: Wild Card
- 2015: The Hunted
- 2015: The Better Half
- 2015–2018: Henry Danger (Fernsehserie, 2 Episoden)
- 2016: Banshee – Small Town. Big Secrets. (Banshee, Fernsehserie, Episode 4x05)
- 2017: The Cleaner and the Deadman
- 2017: Unspoken: Diary of an Assassin
- 2018: Marvel’s Iron Fist (Fernsehserie, 3 Episoden)
- 2018: Beyond White Space – Dunkle Gefahr (Beyond White Space)
- 2019: Eleven Eleven
- 2020: Danger Force (Fernsehserie, Episode 1x01)
- 2020: This Is the Way (Kurzfilm)
- 2021: City Limits

### Stunts
- 2004: Neds ultimativer Schulwahnsinn (Ned’s Declassified School Survival Guide, Fernsehserie, Episode 1x04)
- 2005: Verflucht (Cursed)
- 2005: Choker
- 2005: Nemesis – Der Angriff (Threshold, Fernsehserie)
- 2005: House of the Dead II (Fernsehfilm)
- 2006: The Fast and the Furious: Tokyo Drift
- 2007: Rush Hour 3
- 2009: Black Dynamite
- 2009: Star Trek
- 2010: Die Legende von Aang (The Last Airbender)
- 2011–2013: Karate-Chaoten (Fernsehserie, 4 Episoden)
- 2012: Girl from the Naked Eye (The Girl from the Naked Eye)
- 2012: Total Recall
- 2013: Pair of Kings – Die Königsbrüder (Pair of Kings, Fernsehserie, 5 Episoden)
- 2013: Where the Sky Is Born (Kurzfilm)
- 2013–2018: Marvel’s Agents of S.H.I.E.L.D. (Fernsehserie, 9 Episoden)
- 2014: Transformers: Ära des Untergangs (Transformers: Age of Extinction)
- 2014–2017: Kirby Buckets (Fernsehserie, 3 Episoden)
- 2014–2018: Scorpion (Fernsehserie, 33 Episoden)
- 2015: Hawaii Five-0 (Fernsehserie, 9 Episoden)
- 2015: Fast & Furious 7
- 2015: Scouts vs. Zombies – Handbuch zur Zombie-Apokalypse (Scouts Guide to the Zombie Apocalypse)
- 2015–2016: Gamer’s Guide für so ziemlich alles (Gamer's Guide to Pretty Much Everything, Fernsehserie, 2 Episoden)
- 2015–2018: Marvel’s Daredevil (Fernsehserie, 11 Episoden)
- 2016: Little Dead Rotting Hood – Keine Angst vorm bösen Wolf (Little Dead Rotting Hood)
- 2016: Die 5. Welle (The 5th Wave)
- 2016: Marvel’s Luke Cage (Fernsehserie, 3 Episoden)
- 2017: Sleepless – Eine tödliche Nacht (Sleepless)
- 2017: Into the Badlands (Fernsehserie, 5 Episoden)
- 2017: Boone – Der Kopfgeldjäger (Boone: The Bounty Hunter)
- 2017: Marvel’s The Defenders (Fernsehserie, 8 Episoden)
- 2017–2018: Marvel’s Iron Fist (Fernsehserie, 4 Episoden)
- 2018: Mile 22
- 2019: Alita: Battle Angel
- 2019: Kim Hushable (Fernsehserie, 4 Episoden)
- 2019: Zeit der Sehnsucht (Days of Our Lives, Fernsehserie, 2 Episoden)
- 2019: Five Points (Fernsehserie, 10 Episoden)
- seit 2019: The Mandalorian (Fernsehserie)
- 2020–2022: Stargirl (Fernsehserie, 36 Episoden)
- 2021: Raya und der letzte Drache (Raya and the Last Dragon)
- 2022: Ms. Marvel (Fernsehserie, 6 Episoden)
- 2022: The Orville (Fernsehserie, 3 Episoden)
- 2022: Avatar: The Way of Water
- 2022: Babylon – Rausch der Ekstase (Babylon)
- 2023: Among the Beasts
- 2023: We Have a Ghost
- 2023: Candy Cane Lane
- 2023: Rebel Moon – Teil 1: Kind des Feuers (Rebel Moon – Part One: A Child of Fire)